# ジュール・イルマン
ジュール・イルマン（フランス語: Jules Irrmann、1974年 - ）は、フランスの外交官、元経済官僚。経済・財務省での奉職や日本やフィジーでの在外勤務、パリの外務省本省勤務などを経て、2019年から2023年にかけて在京都総領事を務めた。フランスのトゥールーズ政治学院、国立東洋言語文化学院（INALCO）、ナント地方行政学院（IRA・ドゥ・ナント）というエリート官僚養成コースを経て、経済官僚、外務官僚として奉職している。パリ出身。職業外交官であると同時に経済・財務省出身の碩学で、フランスの少子化対策の実例に明るい。

## 経歴
- 1992年～1995年: トゥールーズ政治学院[2]
- 1995年～1998年: 国立東洋言語文化学院（INALCO）日本語科[2]
- 1998年～2000年: 在日フランス大使館広報部 広報担当官[1][2]
- 2000年～2001年: ナント地方行政学院（IRA・ドゥ・ナント）[2]
- 2001年～2005年: 経済・財務省本省 国庫・経済政策総局 保険業・保険仲介業課次長[1][2]
- 2005年～2008年8月: 在日フランス大使館経済部 財務副参事官[1][2]
- 2008年9月～2012年8月: 在日フランス大使館経済部 参事官 広報・内政担当[1][2]
- 2012年9月～2016年8月: 在フィジーフランス大使館（フランス語版） 公使[1][2]
- 2016年9月～2019年8月: 外務省本省 アジア・オセアニア局 オセアニア課長[1][2]
- 2019年9月～2023年8月: 在京都フランス総領事[1][2][3]
- 2023年～: 在インドネシアフランス大使館（フランス語版）文化参事官[4]

## 少子化対策、出生率向上に関する啓蒙活動
1990年代半ばまでのフランスは少子化社会で、1993年から1994年にかけて合計特殊出生率が1.65まで落ち込むほどであったが、1990年代後半からは政府が主導する少子化克服が結実し、2006年にはフランスの出生率は2.00に達した。イルマンが駐日フランス大使館経済部の広報部長として在任中の2008年、彼はFQ Japanの取材に対応して、フランス政府が打ち出している少子化対策を複数挙げた上で、自身も父親として最大で約2週間ほど取得できる出産休暇を取得したことをアピールした。
2011年6月19日には、横浜市港北区のトレッサ横浜で開催された子育てサミットに出演して山田正人横浜市副市長と対談し、「フランスでは国内総生産の3％のお金を子育て支援や教育などの家族政策に使っており、日本の約3倍にあたる」とフランスが少子化対策に成功した裏には多額の予算をかけている現実があることを指摘した上で、「週末に子どもを預け、夫婦で食事や映画に行くのはフランスでは普通のこと」と幼い子供を抱えている子育て世代の夫婦でも自由な時間を持てる制度が整っているフランスの現状を語った。
また、2012年7月5日に開催された経済同友会主催の第1197回会員セミナーにも駐日大使館広報部参事官のイルマンが講師として登壇し、フランスでの少子化対策を詳しく説明した。具体的に、フランスでは子供を多く産むほど減税の恩恵を受けられること、第2子以降を出産したのであれば所得制限なしで子供手当が支給されること、子供の医療費や大学授業料を含む教育費が完全国庫負担であること、妊婦を保護する労働法が整備されていることなどを挙げて、国家が多額の予算を割いて子育て環境を整えている事実を説明した。